# Myron Joseph Cotta
Myron Joseph Cotta (Dos Palos, 21 marzo 1953) è un vescovo cattolico statunitense, dal 23 gennaio 2018 vescovo di Stockton.

## Biografia
Myron Joseph Cotta è nato a Dos Palos, in California, il 21 marzo 1953.

### Formazione e ministero sacerdotale
Ha frequentato la Bryant Elementary School, la Sacred Heart Catholic School e la Dos Palos Joint Union High School a Dos Palos e nel 1973 ha ottenuto l'associates degree presso il West Hills Junior College a Coalinga. Nel 1980 è entrato nel seminario "San Giovanni" di Camarillo dove ha compiuto gli studi ecclesiastici.
Il 12 settembre 1987 è stato ordinato presbitero per la diocesi di Fresno. In seguito è stato vicario parrocchiale della parrocchia di Sant'Antonio ad Atwater dal 1987 al 1989; amministratore del santuario di Nostra Signora di Fátima a Laton dal 1989 al 1992; parroco della parrocchia di Nostra Signora dei Miracoli a Gustine dal 1992 al 1999; amministratore parrocchiale della parrocchia del Santo Rosario a Hilmar nel 1994; vicario generale, moderatore della curia, vicario per il clero, direttore dell'ufficio per la formazione permanente del clero, direttore dell'ufficio per la propagazione della fede, direttore del supporto pastorale per i presbiteri, supervisore del programma per l'ambiente sicuro, direttore del comitato per i reclami sensibili e membro del consiglio diocesano per le finanze dal 1999 al 2010; amministratore diocesano dal 2010 al 2011 e di nuovo vicario generale e moderatore della curia dal 2011.
È stato anche membro del consiglio per il personale presbiterale dal 1996 e del collegio dei consultori dal 1999.
Nel 2002 è nominato cappellano di Sua Santità e nel 2008 prelato d'onore di Sua Santità.

### Ministero episcopale

Stemma di monsignor Cotta come vescovo ausiliare di Sacramento.

Il 24 gennaio 2014 papa Francesco lo ha nominato vescovo ausiliare di Sacramento e titolare di Muteci. Ha ricevuto l'ordinazione episcopale il 25 marzo successivo nella Cattedrale del Santissimo Sacramento a Sacramento dal vescovo di Sacramento Jaime Soto, co-consacranti il vescovo di Fresno Armando Xavier Ochoa e il vescovo ausiliare emerito dell'ordinariato militare per gli Stati Uniti d'America José de Jesús Madera Uribe.
Il 23 gennaio 2018 lo stesso pontefice lo ha nominato vescovo di Stockton. Ha preso possesso della diocesi il 15 marzo successivo con una cerimonia nella chiesa di San Stanislao a Modesto.
Nel gennaio del 2020 ha compiuto la visita ad limina.
In seno alla Conferenza dei vescovi cattolici degli Stati Uniti è membro del sottocomitato per gli affari dell'Asia e delle isole del Pacifico.
Oltre all'inglese, conosce l'italiano, il latino e lo spagnolo.

## Genealogia episcopale
La genealogia episcopale è:
- Cardinale Scipione Rebiba
- Cardinale Giulio Antonio Santori
- Cardinale Girolamo Bernerio, O.P.
- Arcivescovo Galeazzo Sanvitale
- Cardinale Ludovico Ludovisi
- Cardinale Luigi Caetani
- Cardinale Ulderico Carpegna
- Cardinale Paluzzo Paluzzi Altieri degli Albertoni
- Papa Benedetto XIII
- Papa Benedetto XIV
- Papa Clemente XIII
- Cardinale Bernardino Giraud
- Cardinale Alessandro Mattei
- Cardinale Pietro Francesco Galleffi
- Cardinale Giacomo Filippo Fransoni
- Cardinale Carlo Sacconi
- Cardinale Edward Henry Howard
- Cardinale Mariano Rampolla del Tindaro
- Cardinale Rafael Merry del Val
- Cardinale Giovanni Vincenzo Bonzano
- Arcivescovo Edward Joseph Hanna
- Arcivescovo John Joseph Cantwell
- Arcivescovo Joseph Thomas McGucken
- Cardinale Timothy Manning
- Cardinale William Joseph Levada
- Vescovo Tod David Brown
- Vescovo Jaime Soto
- Vescovo Myron Joseph Cotta